# Banca (Sumatra)

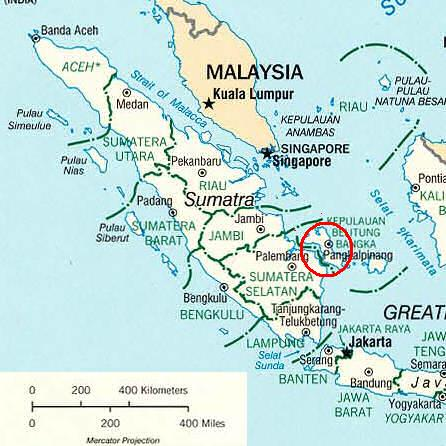
Localização de Banca

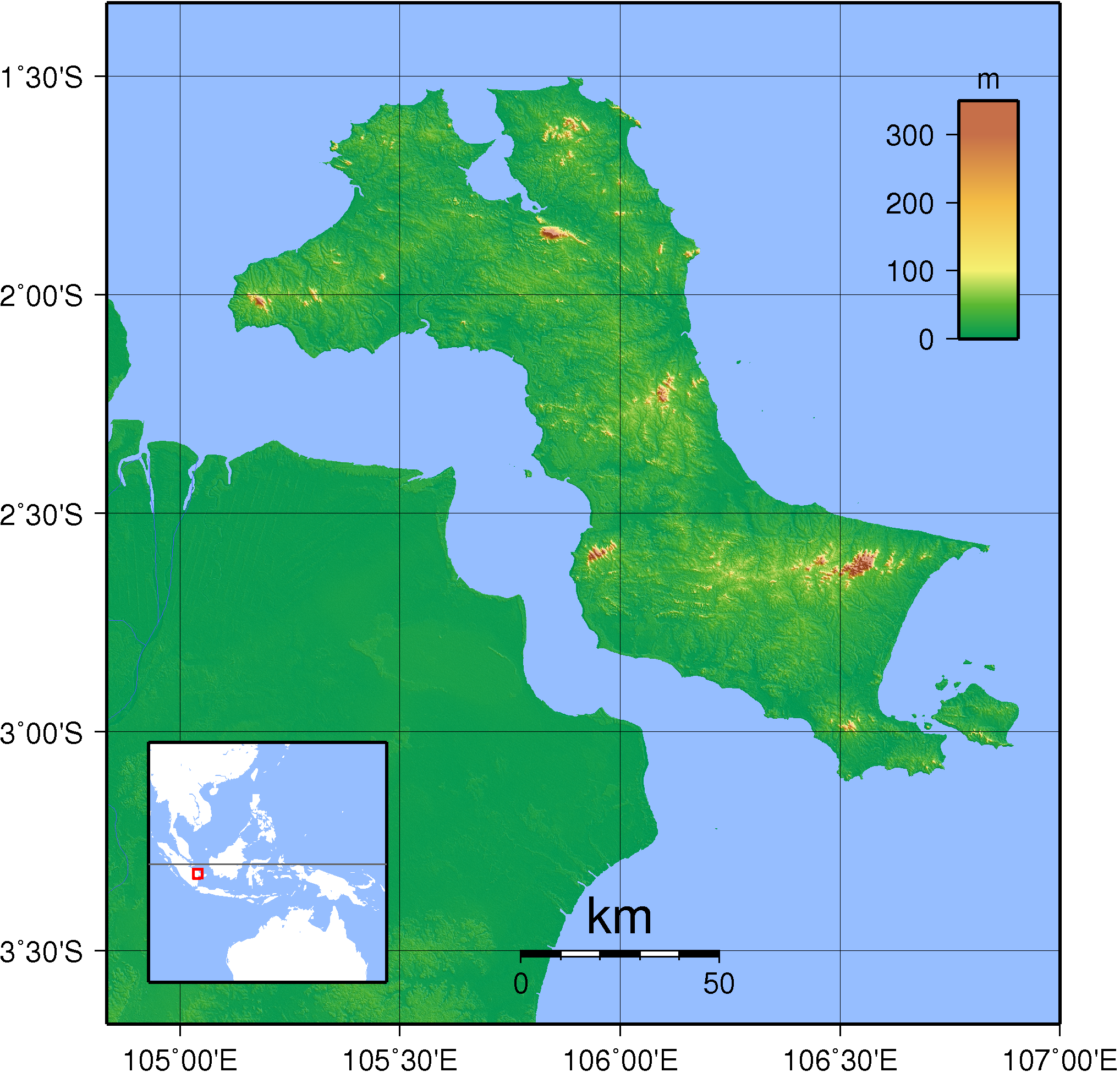
Topografia de Banca

Banca (em indonésio: Bangka) é uma ilha da Indonésia, situada frente à costa oriental de Sumatra. Tem 11 910 km² (a 68ª maior do mundo) e 626.955 habitantes (1990), a maioria dos quais de origem chinesa, historicamente trabalhadores nas minas de estanho.
Separada de Sumatra pelo estreito de Banca, a norte limita com o Mar da China Meridional, a leste com a ilha de Bilitom através do estreito de Gaspar e a sul com o Mar de Java. A principal cidade da ilha, e capital da província de Banca-Bilitom, é Pancalpinão.